# 11121 Malpighi
11121 Malpighi (1996 RD1) là một tiểu hành tinh vành đai chính được phát hiện ngày 10 tháng 9 năm 1996 bởi V. Goretti ở Pianoro.